# TV 조선 주간 드라마
TV 조선 주간 드라마는 TV조선에서 방송했던 드라마 프로그램이었다.

## 개요
미니 시리즈 드라마 형식으로 방송했다.

## 프로그램 리스트
- 아래 프로그램은 2002년 11월 이후 시청 가능 연령을 표시하는 드라마 프로그램 등급 제도를 의무적으로 시행하여 현재까지 이어지고 있습니다.
- 2017년 3월 1일부터 TV 프로그램 등급 표시 외에 주제, 폭력성, 선정성, 언어, 모방 위험 등 분류 사유 표시를 의무적으로 시행하고 있습니다.

### 토요 드라마

#### 2020년대

##### 2022년
- 《마녀는 살아있다》 : 2022년 6월 25일 ~ 2022년 9월 10일

### 일요 드라마

#### 2010년대

##### 2019년
- 《레버리지: 사기조작단》 : 2019년 10월 13일 ~ 2019년 12월 8일

## 경쟁 프로그램
- KBS 1TV 주간 드라마
- KBS 2TV 주간 드라마
- MBC 주간 드라마
- SBS 주간 드라마
- JTBC 주간 드라마
- 채널A 주간 드라마
- tvN 주간 드라마
- ENA 주간 드라마